# Insomnia (Trettmann-Album)
Insomnia ist das fünfte Studioalbum des deutschen Hip-Hop-, RnB- und Dancehall-Sängers Trettmann. Es entstand wie die beiden vorherigen Alben in Zusammenarbeit mit dem Musikproduzententeam KitschKrieg. Das Album erschien am 17. März 2023 über SoulForce Records in Zusammenarbeit mit BMG Rights Management.

## Entstehungsgeschichte
Der Arbeit an Insomnia ging ein mehrmonatiger asketischer Auslandsaufenthalt voraus. Im März 2022 kündigte Trettmann über Facebook die Veröffentlichung eines neuen Albums an. Als Veröffentlichungsdatum des nach eigenen Angaben zu diesem Zeitpunkt bereits fertig produzierten Albums nannte er im Mai über Instagram den 2. September 2022. Gleichzeitig gab er bekannt, aus gesundheitlichen Gründen alle Festivalauftritte des Jahres absagen zu müssen. Im September folgte die Mitteilung, dass doch noch Arbeit am Album nötig sei, weswegen sich der Veröffentlichungstermin verschiebe. Der endgültige Veröffentlichungstermin wurde im Januar 2023 bekannt. Im Zuge dessen ließ Trettmann außerdem verlauten, dass es sich bei Insomnia um die letzte Zusammenarbeit mit KitschKrieg handele.

## Titelliste
| Nr.          | Titel                                   | Text                                                                                               | Musik | Länge |
| ------------ | --------------------------------------- | -------------------------------------------------------------------------------------------------- | --- | ----- |
| 1.           | 6 Nullen                                | Nicole Schettler, Christoph Erkes, Christian Meyerholz, Stefan Richter, Torsten Schroth            | Schettler, Erkes, Christian Meyerholz, Sebastian Meyerholz                                                                    | 3:20  |
| 2.           | Kalte Welt (feat. Henning May)          | Richter, Schroth, Henning Gemke, Christian Meyerholz, Erkes, Schettler                             | Gemke, Christian Meyerholz, Erkes, Schettler, Sebastian Meyerholz                                                             | 2:22  |
| 3.           | Insomnia                                | Schettler, Erkes, Christian Meyerholz, Richter, Schroth                                            | Schettler, Erkes, Christian Meyerholz                                                                                         | 2:39  |
| 4.           | Timeline (mit Lena & 255)               | Schettler, Erkes, Christian Meyerholz, Richter, Lena Meyer-Landrut, Schroth                        | Schettler, Erkes, Christian Meyerholz, Louis Josek, Charles Josek, Guy Josek                                                  | 3:54  |
| 5.           | Gekreuzte Finger (mit Paula Hartmann)   | Schettler, Erkes, Christian Meyerholz, Hartmann, Benjamin Bistram, Richter, Schroth, Elias Hadjeus | Schettler, Erkes, Christian Meyerholz, Hartmann, Bistram, Guy Josek                                                           | 2:50  |
| 6.           | Für dich da (mit Levin Liam)            | Schettler, Erkes, Christian Meyerholz, Richter, Liam                                               | Schettler, Erkes, Christian Meyerholz                                                                                         | 3:02  |
| 7.           | Blue Sky                                | Richter, Erkes, Christian Meyerholz, Schettler                                                     | Erkes, Christian Meyerholz, Sebastian Meyerholz, Schettler                                                                    | 3:19  |
| 8.           | Stefan Richter (mit Herbert Grönemeyer) | Schettler, Erkes, Christian Meyerholz, Richter, Grönemeyer                                         | Schettler, Erkes, Christian Meyerholz, Allan Felder, Norman Harris, Grönemeyer                                                | 3:10  |
| 9.           | Im Loop (mit Bilderbuch)                | Richter, Al Asare-Tawiah, Erkes, Christian Meyerholz, Schettler                                    | Erkes, Maurice Ernst, Peter Horazdovsky, Michael Krammer, Christian Meyerholz, Philipp Scheibl, Schettler                     | 2:43  |
| 10.          | Tauchen (mit Nina Chuba)                | Richter, Nina Kaiser, Erkes, Christian Meyerholz, Nicole Schettler                                 | Kaiser, Robin Hopcraft, Idris Rahman, Gernot Bronsert, Silvio Brunner, Sebastian Szary, Erkes, Christian Meyerholz, Schettler | 2:45  |
| 11.          | Outro                                   | Schettler, Erkes, Christian Meyerholz, Richter                                                     | Schettler, Erkes, Christian Meyerholz, Bronsert, Szary                                                                        | 1:18  |
| Gesamtlänge: | Gesamtlänge:                            | Gesamtlänge:                                                                                       | Gesamtlänge: | 31:25 |

## Rezeption

### Rezensionen
In einer Rezension für Musikexpress kritisiert Thomas Winkler, dass das Album sehr kompromissbereit klinge. Laut einer Rezension von Juliane Streich auf mdr.de ist die einzigartige musikalische Untermalung wie bei den Vorgängeralben sehr passend und das Album eine „große Hilfe und Handreichung für alle, die gerade selbst unter Trennungsschmerz leiden“. Allerdings findet sie es bedauerlich, dass Insomnia hauptsächlich aus „Befindlichkeitstexten“ bestehe, weil Trettmann auch zu gesellschaftskritischen und politischen Texten fähig sei. Auf Zeit Online lobt Johann Voigt, dass das Album „im besten Sinne durchgetaktet“ erscheine. Matthias Scherer merkt auf der Website von BR24 an, die „röhrige“ Stimme von Henning May klinge mit Autotune seltsam verzerrt und der Newcomer Levin Liam wirke neben dem erfahrenen Trettmann blass.

### Chartplatzierungen
| ChartsChartplatzierungen | Höchstplatzierung | Wochen |
| ------------------------ | ----------------- | ------ |
| Deutschland (GfK)        | 2 (9 Wo.)         | 9      |
| Österreich (Ö3)          | 3 (5 Wo.)         | 5      |
| Schweiz (IFPI)           | 4 (6 Wo.)         | 6      |